# Swedesboro
Swedesboro es un borough ubicado en el condado de Gloucester en el estado estadounidense de Nueva Jersey. En el año 2010 tenía una población de 2.584 habitantes y una densidad poblacional de 1.292 personas por km².

## Geografía
Swedesboro se encuentra ubicado en las coordenadas 39°44′46″N 75°18′45″O / 39.74611, -75.31250.

## Demografía
Según la Oficina del Censo en 2000 los ingresos medios por hogar en la localidad eran de $49,286 y los ingresos medios por familia eran $58,721. Los hombres tenían unos ingresos medios de $41,346 frente a los $33,125 para las mujeres. La renta per cápita para la localidad era de $20,857. Alrededor del 9.7% de la población estaba por debajo del umbral de pobreza.